# Hermann Bauch (Mundartdichter)
Hermann Bauch (* 17. März 1856 in Heidersdorf bei Nimptsch in der Provinz Schlesien; † 3. Mai 1924 in Polkwitz, Landkreis Glogau, Provinz Niederschlesien) war ein schlesischer Mundartdichter.

## Leben
Hermann Bauch war der Sohn eines Handwerkers. Er absolvierte das Lehrerseminar in Breslau und war anschließend als Lehrer in Baumgarten bei Frankenstein und später in der Taubstummenanstalt Breslau tätig. Nach seinem Mittelschul- und Rektoratsexamen war er ab 1894 in Breslau als Schulleiter tätig.
Von 1913 bis 1924 gab er den Kalender Der Gemittliche Schläsinger mit heraus. 

## Werke
Er ist als Verfasser verschiedener mundartlicher Gedichte und Humoresken bekannt. 
Sein wohl bekanntestes Gedicht dürfte das Gedicht vom „Sträselkucha“ sein. Das Gedicht gehörte vor 1945 in Schlesien zum Lehrplan an den Volksschulen. 
- Quietschvergnügt (Humoresken und Gedichte) – 1886[2]
- ’s Monopol oder Knupp muuß ma hoan – 1886
- Huch de Schläsing! – 1893
- Tälsches Vulk (Humoreske) – 1896
- Juchhe und o weh! – 1900
- Rübezoahl und de biese Sieben oder Wie der Rübezoahl ’m Schneider Lichtebloo aus Pitterschwale zum Schützenfeste uff Brassel verhulfen hoot – 1900
- Uff’m Durfe is schien! – 1902
- Plomp uff de Stoadt! – 1902
- Schläsch ihs Trumpf! – 1906
- Immer fidel! – 1909
- Frisch vo der Laber – 1923
- Heemteblumen aus’m schläschen Dichtergoarten  – 1923
- Heemteklänge  – 1924
- Erzählungen und Gedichte in schlesischer Mundart – Breslau : Görlich